# Pusti strnjenec
Pusti strnjenec (znanstveno ime Panus lecomtei) je gliva iz rodu strnjencev (Panus).

## Značilnosti
Gobe so pahljačaste ali ledvičaste oblike in rastejo eden na drugim v strnjenih šopih. 
Izrazito dlakavi ali polsteni klobučki so obarvani vijolično do rumeno. 
Lističi so ozki in gosti. Pri mladih gobah rumenkasto bele, pri starejših pa oker in segajo daleč navzdol po steblu.
Bet je zelo kratek (1–3 cm) in blede sivo ali svetlo oker barve ter dlakavo oziroma ščetinasto. Včasih  lahko tudi popolnoma manjka.
Meso (trama) je belo in usnjato. Goba ima sprva okus po moki, kasneje postane žilava, grenka in trpka.

### Podobne vrste
- školjkasti strnjenec (Panus conchatus) nima kosmatih klobučkov.
- gnezdasti listar (Phyllotopsis nidulans) je ravno tako kosmat, a je bolj živo oranžne barve in nikoli nima beta.

### Mikroskopske značilnosti
Trosni prah je bel. Trosi so gladki, eliptični in veliki 4,5-6,5 x 2,5-4 μm.

## Razširjenost in življenjski prostor
Raste od pomladi do zime kot saprofit na štorih in hlodih listavcev. Je toploljubna vrsta, ki se redko pojavlja v strnjenih gozdovih.
Vrsta je kozmopolitska in je razširjena po vsemu svetu. V Evropi je najbolj pogosta v krajih s toplejšim sredozemskim podnebjem.

## Uporabnost
Neužiten.

## Galerija slik
- Skupina pustih strnjencev
- Kosmati klobučki
- Lističi in bet
- Trosi